# Hr.Ms. Bouclier (1940)
Hr.Ms. Bouclier was een Nederlandse torpedobootjager van de Pomoneklasse, gebouwd door de Franse scheepswerf Chr. Worms uit Rouen. Het schip werd in 1940 in bruikleen genomen van de Franse marine en binnen een jaar teruggegeven vanwege de onbetrouwbaarheid van het schip.